# メグリア本店
メグリア本店（メグリアほんてん）は、愛知県豊田市にある、トヨタ生活協同組合のショッピングセンターである。

## 概要
トヨタグループの生活協同組合であるトヨタ生活協同組合の本部店で、専門店街も備え、豊田市内では競合する百貨店や総合スーパーなどを押さえて、長年に渡りトップの売上高を誇っている。
2008年（平成20年）の売上高（全館供給高）は約160億円。
無料駐車場は約2,000台。

## 歴史
- 1976年（昭和51年）3月25日 - トヨタ生協本部店として開店。
- 2001年（平成13年）11月 - メグリア本店に改称。

## テナント
出店全店舗一覧は公式サイト「専門店ガイド」を参照。